# Zacharia (profeet)

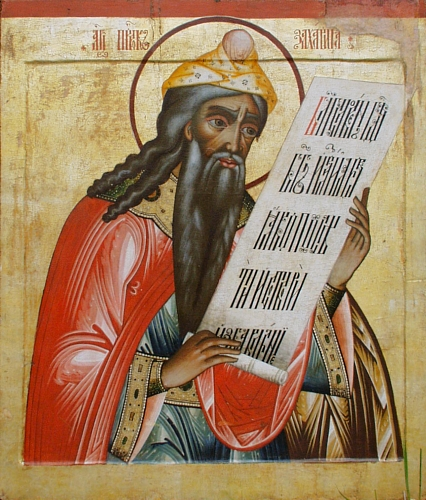
Russisch-orthodox icoon van Zacharia

Aan de profeet Zacharia (Hebreeuws: זְכַרְיָה, Zəḵaryā: "JHWH heeft herinnerd") wordt het gelijknamige boek Zacharia uit de Hebreeuwse Bijbel toegeschreven dat het elfde is in de serie van twaalf Kleine profeten.
Zacharia beschrijft zichzelf als "de zoon van Berechja, de zoon van Iddo" (Zacharia 1:1). In Ezra 5:1 en 6:14 wordt hij "de zoon van Iddo" genoemd, maar deze was dus zijn grootvader. Hij begon zijn bediening als profeet in het tweede jaar van Darius, koning van Perzië (520 v.Chr.), ongeveer zestien jaar na de terugkeer van de eerste groep Joden na hun Babylonische ballingschap.

De profeet Zacharia is een tijdgenoot van Haggai, met wie hij een tijdlang heeft samengewerkt. Hij treedt op als profeet van 520 tot 518 v.Chr. In 520 is het bijna twintig jaar geleden dat de eerste groepen Joodse ballingen uit Babel zijn teruggekeerd. Op het aanvankelijke enthousiasme volgt al vlug een moeilijke periode. Er ontstaat rivaliteit tussen de teruggekeerden en degenen die gebleven waren. De politieke en economische situatie is nog erg wankel. Er is weinig geld, terwijl er voor heropbouw juist veel geld nodig is. De tempel, het symbool van vrede en welzijn, ligt nog steeds in puin. Hij moet dringend worden heropgebouwd. Hiervoor zetten de profeten Zacharia en Haggai zich in. Zij sporen het volk en hun leiders aan deze essentiële taak aan te vatten. Zij vinden gehoor bij de gouverneur Zerubbabel en bij de hogepriester Jozua, zodat met de werken wordt begonnen. De nieuwe tempel zal Gods vrederijk op aarde inluiden.

In het Nieuwe Testament wordt in Matteüs 23:35 gesproken over een "Zacharia, zoon van Berechja", die werd vermoord "tussen het altaar en de tempel"; ook in Lucas 11:51 wordt een dergelijke verwijzing aangetroffen. Hoewel in de Targoem versie van Klaagliederen wordt gesuggereerd dat "Zacharia zoon van Iddo" werd vermoord in de tempel, nemen Bijbelgeleerden in het algemeen aan dat dit een verwijzing is naar de dood van een veel eerdere persoon, namelijk Zacharia (zoon van Jojada).